# Red Rock Peak
Red Rock Peak är en bergstopp i Antarktis. Den ligger i Östantarktis. Nya Zeeland gör anspråk på området. Toppen på Red Rock Peak är 2 000 meter över havet.
Terrängen runt Red Rock Peak är huvudsakligen kuperad, men åt nordost är den platt. Trakten är obefolkad. Det finns inga samhällen i närheten. 